# نهر باتوكا
نهر باتوكا هو نهر يقع في شمال شرق هندوراس، ويتشكّل جنوب شرق مدينة خوتيكالبا من التقاء نهري غوايابيه وغوايامبره. يُعد ثاني أطول نهر في أمريكا الوسطى، وأطول نهر في هندوراس، إذ يبلغ طوله نحو 500 كيلومتر (310 أميال)، ويغطي حوض تصريف مساحته 23,900 كيلومتر مربع (9,200 ميل مربع).

## مجراه
ينبع نهر باتوكا من الجبال الوسطى في هندوراس عند التقاء نهري غوايابيه وغوايامبره، ويتجه شمال شرقًا متعرجًا في مساره نحو الأراضي المنخفضة لساحل موسكيتو، قبل أن يصب في البحر الكاريبي عند رأس باتوكا.
ويُعرف النهر داخل هندوراس بمقطع شديد الخطورة من المنحدرات النهرية يُطلق عليه “بوابة الجحيم”، وقد أودى بحياة العديد من المغامرين المتهورين.
خلال موسم الفيضانات، قد يصل عرض النهر إلى عدة أميال، فيما يتجاوز عرض رافده الرئيسي، نهر غوايابيه، ثلاثة كيلومترات في بعض المناطق سنويًا، رغم أن تلك المناطق يمكن اجتيازها مشيًا حتى مستوى الخصر في موسم الجفاف.
كما تشتهر المناطق العليا من نهر باتوكا بكونها مناطق نائية خارجة عن سيطرة الدولة، حيث تنشط مجموعات صغيرة ومسلحة في استخراج كميات كبيرة من رواسب الذهب الغريني ضمن غابات موسكيتيا.